# Edifici Louise Weiss
L'edifici Louise-Weiss és la seu del Parlament de la Unió Europea, situada a Estrasburg (França).
Fou inaugurat el 14 de desembre del 1999 pel president de la República Francesa, Jacques Chirac, i la presidenta del Parlament Europeu, Nicole Fontaine. Duu el nom de Louise Weiss, la periodista i política francesa que creà la Fundació epònima.

## Estructura
L'edifici compta amb 20 nivells, 17 a la superfície i tres soterranis. L'hemicicle disposa de 750 escons pels diputats completats per 628 llocs pel públic. El cost total de l'immoble fou de 1.800 milions de francs.